# Mannequin (1938)
Mannequin ist ein amerikanischer Spielfilm mit Joan Crawford und Spencer Tracy unter der Regie von Frank Borzage.

## Handlung
Jessica „Jessie“ Cassidy lebt in ärmlichen Verhältnissen mit ihrer Familie in einem winzigen Appartement in New York. Jeden Abend muss sich die junge Frau nach einem anstrengenden Job in einem Kaufhaus noch um ihren sterbenden Vater kümmern. Jessica versucht verzweifelt, ihr Leben zu verbessern und heiratet schließlich ihren nichtsnutzigen Freund Eddie Miller. Bei ihrer Hochzeitsfeier treffen die Eheleute auf den Millionär und Schiffsmagnaten John L. Hennessey, der ihnen eine Flasche Champagner spendiert. John empfindet sofort eine Zuneigung für Jessica. Eddie überredet Jessica, ihre Stellung im Kaufhaus aufzugeben und stattdessen als Showgirl am Broadway ihr Geld zu verdienen. Einige Monate später, während derer Jessica zunehmend erkennt, was für eine Verschwender und Weiberheld ihr Mann im Grunde ist, trifft sie erneut auf John. Als dieser auf einer Gesellschaft versucht, Jessica zu verführen, ohrfeigt sie ihn. In der Zwischenzeit verschlechtert sich Jessica häusliche Situation zunehmend. Eddie wird wegen Wettbetrügereien verhaftet und ihnen wird die Wohnung gekündigt. Die verzweifelte Jessie wendet sich an John, der ihr etwas Geld borgt für das Nötigste. Eddie, der nur auf seinen eigenen Vorteil aus ist, schlägt Jessica vor, sich zum Schein scheiden zu lassen, um dann John wegen des Geldes zu heiraten. Dieses unmoralische Angebot öffnet der jungen Frau endlich die Augen und sie verlässt Eddie. Kurze Zeit später bekommt sie einen Job als Mannequin und trifft bei der Gelegenheit erneut auf John. Ihre Beziehung zu Hennessy intensiviert sich im Verlauf der folgenden Monate und schließlich heiraten die Zwei. Sie verbringen romantische Flitterwochen, als die Meldung von Streiks unter den Werftarbeitern die Idylle rasch beendet. Hennessy kehrt umgehend zurück, um seine Firma zu retten. Kaum aus der Haustür, steht Eddie im Wohnzimmer, um Jessica zu erpressen. Sie will gerade Eddie aus dem Haus weisen, da kommt John überraschend zurück. Jessica versucht die Situation zu retten, indem sie John anlügt, sie habe ihn niemals geliebt. Als Eddie jedoch enthüllt, dass John mittlerweile bankrott und sozusagen in der Gosse gelandet sei, hat Jessica einen Sinneswandel. Sie versetzt ihren wertvollen Schmuck und John und sie beginnen ein neues Leben.

## Hintergrund
Joan Crawford hatte in der Umbruchphase vom Stummfilm zum Tonfilm ihren Durchbruch zu einem der weiblichen Topstars von MGM geschafft. Ihre Karriere befand sich seit Mitte der 1930er jedoch in einer dauerhaften Krise. Das Studio setzte sie zu oft in eher seichten Rollen ein und versäumte es, auf Dauer Crawfords darstellerisches Potenzial zu entwickeln. Nachdem sich 1936 der Auftritt in der aufwändig produzierten Historienfilm The Gorgeous Hussy als finanzieller Reinfall erwiesen hatte und auch die Adaption von The Last of Mrs. Cheyney im Folgejahr mehr Geld gekostet hatte als sie am Ende an der Kinokasse wieder einspielte, war der Status der Schauspielerin als Star ernsthaft in Gefahr. Die Studioverantwortlichen versuchten daher, mit einer bewährten Formel aus den Anfängen von Crawfords Karriere die Fans zurückzugewinnen. Mannequin ist im Grunde eine Cinderella-Geschichte, die vom Aufstieg einer ambitionierten Frau aus ärmlichen Verhältnissen an die Spitze der Gesellschaft erzählt. Vergleichbare Rollen hatte Crawford mit Erfolg bereits mehrfach gespielt, so in Alles für dein Glück von 1931, Ich tanze nur für Dich aus dem Jahr 1933 oder Sadie McKee, der ein Jahr später in den Verleih kam.
Frank Borzage, der 1937 einen längerfristigen Vertrag bei MGM unterschrieben hatte, übernahm die Regie. Mannequin steht dabei in einer Reihe zu seinen vorherigen Arbeiten wie Man’s Castle von 1933 mit Spencer Tracy und Loretta Young als obdachlose Liebende oder Living on Velvet, der die schwierige Beziehung zwischen einem von Schuldgefühlen getriebenen Piloten (George Brent) und einer emotional verunsicherten Frau (Kay Francis) schilderte. Im Mittelpunkt steht bei Borzage die Frage, wie sich Liebe auch unter schwierigsten Bedingungen beweisen kann und welche Opfer Menschen bringen müssen, um dauerhaft emotionale Stärke zu finden. Ähnlich wie in Man’s Castle schildert Borzage Armut und finanziellen Mangel in teilweise drastischen Bildern. Die Armut dient jedoch mehr als Hintergrund für die Liebesgeschichte, als dass es sich um eine sozialkritische Analyse der wirtschaftlichen Verhältnisse handelt. Der Filmhistoriker Hervé Dumont fasste die Botschaft des Regisseurs wie folgt zusammen. 

„[Die Filme] schildern nichts anderes als das Aufkeimen einer Zuneigung, die Suche nach Authentizität, einen inneren Werdegang. Der Poet der liebenden Intimität ist geboren und sein Stoff gefunden: Ein Mann und eine Frau, beides scheinbar hoffnungslose Einzelgänger, Außenseiter, ja sogar Deserteure, überwinden ihre egozentrischen Triebe, um sich im Lauf mehrerer Lebensprüfungen - ob Krieg, Krankheit oder Armut - gegenseitig aufzuwerten. Sie werden gefestigt durch ihre Liebe zueinander. Eine uneingeschränkte, betont unbürgerliche Liebe, die zugleich Objekt und Subjekt von Borzages ganzer Filmographie ist und je nach Story die Zeit, den Raum, möglicherweise den Tod transzendiert.“

Gleichzeitig ist der Film auch eine Parabel über Joan Crawfords eigenen Aufstieg aus ärmlichsten Verhältnissen zu einem hochbezahlten Filmstar, der eine Wochengage von 9.500 US-Dollar bekam. Crawford schaffte es wie die Heldin des Films, zunächst als Tänzerin aus dem Elend ihrer Jugend herauszukommen, um dann einen Filmvertrag zu ergattern. In einem Interview meinte die Schauspielerin zu der Rolle:

„Ich habe einen Blick auf das Set der Delancey Street geworfen und wusste, ich bin wieder zu Hause. Ich war wieder Jessie.“

Da die überwiegend weiblichen Fans von Crawford, die im Ruf stand, auch privat eine der bestangezogenen Frauen von Hollywood zu sein, von ihr auf der Leinwand ständige Kostümwechsel verlangten, machten die Produzenten aus Jessica das titelgebende Mannequin. So konnte der Crawford-Charakter auch während der Zeit, in der die junge Frau arm und ohne eigene Ersparnisse leben musste, ohne allzu große Brüche in der Logik in ständig wechselnden Ensembles präsentiert werden.
Für Crawford war der finanzielle Erfolg von besonderer Bedeutung. Zu Beginn des Jahres war Crawford neben Stars wie Marlene Dietrich, Kay Francis und Greta Garbo von der Vereinigung der unabhängigen Kinobetreiber zu einem der Stars gewählt wurde, deren Filme Box Office Poison, also Kassengift seien. Nachdem Crawfords Vertrag Mitte 1938 auslief, verhalf ihr Mannequin zu einem dringend benötigten Hit und sie konnte einen neuen Fünfjahresvertrag mit einer jährlichen Gage von 330.000 US-Dollar aushandeln. Joan Crawford drehte mit Borzage noch zwei weitere Filme: Brennendes Feuer der Leidenschaft und Die wunderbare Rettung. Mannequin hatte unter anderem die Arbeitstitel Three Rooms in Heaven, Class, Shop Girl sowie Saint or Sinner.

## Zusammenarbeit mit Spencer Tracy
Die Zusammenarbeit mit Spencer Tracy war für Crawford alles andere als einfach. Nachdem sich die beiden Schauspieler zunächst gut verstanden und sogar gemeinsam ihre Freizeit verbrachten, kam es im Verlauf der Dreharbeiten vermehrt zu Spannungen. Tracy, der große Probleme mit dem Alkohol hatte, behandelte Crawford zunehmend schlecht.
Gegenüber Roy Newquist äußerte sich die Schauspielerin in dem Buch Conversations With Joan Crawford Jahre später relativ unverblümt:

„Ich war zunächst geschmeichelt, mit Spence zu arbeiten und am Anfang hatten wir sogar eine Menge Spaß nach Feierabend, doch am Ende erwies er sich als echter Bastard. Wenn er trank, dann war er gemein und er trank während der gesamten Dreharbeiten. Er machte dann so lustige Sachen wie mir bei den Liebesszenen auf die Füße zu treten oder vor den Kussszenen Knoblauch zu essen. Metro wollte uns danach erneut in einem Film einsetzen, doch ich bat sie erfolgreich, mir das zu ersparen. Leider kann ich keine netteren Dinge über ihn sagen. Vielleicht hat er sich in den Folgejahren ja geändert, doch von dem, was ich über seine Beziehung zu Kate gehört habe, bezweifele ich das.“

Eine andere Schauspielerin, die schlechte Erfahrungen mit Tracy sammeln musste, war Irene Dunne, die mit ihm zusammen 1943 in Kampf in den Wolken vor der Kamera stand.

## Kinoauswertung
Mit Ausgaben von 595.000 US-Dollar war es eine im Vergleich zu den bisherigen Kosten für einen Joan-Crawford-Film eher günstige Produktion. Der Film spielte in den USA mit einer Summe von 1.066.000 US-Dollar eine respektable Summe ein, zu der Auslandseinnahmen in Höhe von 568.000 US-Dollar kamen. Das kumulierten Gesamtergebnis von 1.634.000 US-Dollar entsprach dem bisherigen Schnitt, den die Produktionen der Schauspielerin erzielen konnten. Am Ende stand ein vergleichsweise hoher Gewinn von 475.000 US-Dollar.

## Auszeichnungen
Der Film erhielt bei der Oscarverleihung 1939 eine Nominierung in der Kategorie 
- Bester Filmsong – Always and Always (Chet Forrest, Bob Wright)

## Kritik
Frank Nugent von der New York Times war nicht sonderlich angetan von dem Ergebnis.

„Mannequin festigt den Ruf von Joan Crawford als Heldin des weiblichen Teils der Arbeiterschaft. […] Für ein Mädchen von der falschen Ende der Stadt umgibt sie allerdings die Aura von Park Avenue, ganz zu schweigen von ihrer perfekten Aussprache. Sie steht zudem völlig über den Geruch von Würstchen und Sauerkraut […] Es wäre ein besserer Film geworden wenn Mr. Tracy den ehrbaren Arbeiter und Miss Crawford die Plutokratin gespielt hätten“

Howard Barnes befand in der New York Herald Tribune:

„Joan Crawford ist nicht ganz glücklich besetzt in der Rolle der Slumprinzessin. Sie mag sich noch sehr anstrengen, sie ist einfach zu schick für Hester Street und bleibt zu sehr Miss Crawford für ein Mädchen, das den Aufstieg schafft.“